# Digesta
Digesta (latin, "samling"), 
Pandectae (av grekiska: pandektes, "allomfattande"), är den sammanställning av romerska lagar som genomfördes 530-533 på uppdrag av den bysantinske kejsaren Justinianus.
Lagsamlingen var uppdelad i femtio böcker, var och en med ett antal titlar uppdelade i lagar som i sin tur uppdelades i paragrafer. Verket består av citat från 39 romerska jurister men nästan hälften av volymen består av citat från Ulpianus och Paulus. Författningssamlingen, som var den enda tillåtna källan som alla icke-skrivna lagar måste utgå från, fick inte förses med kommentarer. De verk som Digesta själv utgick från fick heller inte åberopas för att försöka förklara dess eventuella tvetydigheter.